# You Need Me, I Don’t Need You
«You Need Me, I Don’t Need You» (с англ. — «Я тебе нужен, ты мне не нужна») — песня британского певца и автора песен Эда Ширана. Она была выпущена в качестве второго сингла с его первого студийного альбома + и была выпущена в Великобритании 26 августа 2011 года.
Трек был первоначально выпущен на расширенной версии You Need Me в 2009 году. Новая версия «Я тебе нужен, ты мне не нужен» была перезаписана с более тяжелым ритмом и достигла 4-го места в UK Singles Chart. Он был сертифицирован британской фонографической индустрией как платиновый за более чем 600 000 единиц.

## История
Во время своего выступления на фестивале в Гластонбери 2011 года Ширан рассказал, что «You Need Me, I Don’t Need You» станет его вторым синглом. Премьера сингла состоялась на BBC Radio 1 6 июля 2011 года. Он исполнил песню вживую для YouTube-канала SBTV, в котором он сделал целую песню, включая бэк-трек, всего за 5 минут, используя гитару. Эта версия включала тексты песен двоюродного брата Ширана — рэпера Alonestar (Джетро Ширан) — и регги-группы LaidBlak, но официальный релиз сингла в 2011 году включал только тексты, написанные самим Эдом Шираном.
27 июля 2011 года Зейн Лоу также сделал ремикс. 14 августа 2011 года Rizzle Kicks загрузили свой ремикс на песню на YouTube. Оригинальные куплеты были заменены их собственными текстами, в то время как Ширан поет припев.

## Видеоклип
Музыкальное видео было впервые выпущено на YouTube 19 июля 2011 года. Режиссёром музыкального клипа выступил Шейн Рамирес. На нем изображен подписанный актёр Мэтью Джейкобс Морган.

## Трек-лист
| №  | Название                                                       | Длительность |
| -- | -------------------------------------------------------------- | ------------ |
| 1. | «You Need Me, I Don't Need You»                                | 3:40         |
| 2. | «You Need Me, I Don't Need You» (Live Ustream Version)         | 6:51         |
| 3. | «You Need Me, I Don't Need You» (featuring Wretch 32 & Devlin) | 3:03         |
| 4. | «You Need Me, I Don't Need You» (Loadstar Remix)               | 5:01         |
| 5. | «You Need Me, I Don't Need You» (Gemini Remix)                 | 4:30         |

| №  | Название                                                       | Длительность |
| -- | -------------------------------------------------------------- | ------------ |
| 1. | «You Need Me, I Don't Need You»                                | 3:40         |
| 2. | «You Need Me, I Don't Need You» (featuring Wretch 32 & Devlin) | 3:03         |
| 3. | «You Need Me, I Don't Need You» (Live Ustream Version)         | 6:51         |
| 4. | «You Need Me, I Don't Need You» (Loadstar Remix)               | 5:01         |
| 5. | «You Need Me, I Don't Need You» (Culprate Remix)               | 4:02         |

| №  | Название                                           | Длительность |
| -- | -------------------------------------------------- | ------------ |
| 1. | «You Need Me, I Don't Need You»                    | 3:40         |
| 2. | «You Need Me, I Don't Need You» (Acoustic Version) | 4:18         |

## Чарты и сертификации
| Чарт(2011-12)                              | Высшая позиция |
| ------------------------------------------ | -------------- |
| Австралия (ARIA)                           | 74             |
| Бельгия/Фландрия (Ultratip Bubbling Under) | 11             |
| Бельгия/Валлония (Ultratip Bubbling Under) | 8              |
| Euro Digital Songs (Billboard)             | 5              |
| Ирландия (IRMA)                            | 19             |
| Шотландия (OCC Scotland)                   | 5              |
| Великобритания (OCC UK Singles)            | 4              |
| Великобритания (OCC UK Indie)              | 19             |
| Великобритания (OCC UK Hip Hop/R&B)        | 1              |

| Чарт(2011)                           | Позиция |
| ------------------------------------ | ------- |
| UK Singles (Official Charts Company) | 106     |

| Регион                                                                      | Сертификация | Продажи |
| --------------------------------------------------------------------------- | ------------ | ------- |
| Канада (Music Canada)                                                       | Золотой      | 40 000  |
| Великобритания (BPI)                                                        | Платиновый   | 600 000 |
| США (RIAA)                                                                  | Золотой      | 500 000 |
| Данные о продажах + прослушиваниях приведены только на основе сертификации. |              |         |